# 南斯拉夫的亞歷山德拉
亚历山德拉王后（1921年3月25日—1993年1月30日），通称希腊及丹麦的亚历山德拉或南斯拉夫的亚历山德拉。南斯拉夫王国最后一位王后，最后一任国王彼得二世之妻，亞歷山大王储之母。亚历山德拉王后为亚历山大一世及阿斯帕西娅·马诺斯独女。
虽然作为希腊国王亚历山大一世之女，但其母亲阿斯帕西娅·马诺斯却并不是王后，导致直至1922年亚历山德拉才获得希腊及丹麦公主殿下的称号。当时亚历山德拉的祖母——索菲亚王后的要求下，通过了一项追溯承认王室成员婚姻的法律。与此同时一场政治战争问题——希臘土耳其人口互換及土耳其打败希腊，导致1924年全体希腊王室成员被流放，亚历山德拉及其母亲阿斯帕西娅·马诺斯随同索菲亚王后前往意大利避难。
在与祖母同住的三年后，亚历山德拉离开佛罗伦萨前往英国继续完成学业。而她的母亲则定居在威尼斯。与母亲分离后，公主病倒了，阿斯帕西娅被迫带亚历山大离开她就读的寄宿学校。1935年，随着希腊王室的复辟，乔治二世的重新继位，亚历山德拉多次留在她的祖国。1940年，希臘戰役中亚历山德拉仍与母亲居住在雅典。直至一年后，希腊沦陷，全体王室成员逃往英国。在英国，亚历山德拉遇见了年轻帅气的彼得二世，彼得二世在南斯拉夫沦陷后逃往英国。
很快的亚历山德拉与彼得二世很快的就坠入了爱河，因为彼得的母亲玛丽亚王太后及南斯拉夫流亡政府的反对下，迫使这对夫妇推迟了他们的结婚计划。但1944年，亚历山德拉与彼得二世成婚。

## 皇室头衔
- 1921年3月25日－1944年3月20日：希腊及丹麦的亚历山德拉公主殿下
- 1944年3月20日－1970年11月3日：南斯拉夫王后陛下
- 1970年11月3日－1993年1月30日：南斯拉夫的亚历山德拉王后陛下

## 纹章旗帜
作为南斯拉夫的王后，亚历山德拉可以拥有属于自己的旗帜。婚前，亚历山德拉为希腊及丹麦公主，因此有权使用皇室纹章。
| 婚前作为希腊公主的纹章 | 作为南斯拉夫王后的旗帜 |